# Opalińscy herbu Łodzia

Herb Łodzia

Opalińscy herbu Łodzia – polska rodzina szlachecka, posługująca się herbem Łodzia.

## Historia
Opalińscy wzięli swe nazwisko od Opalenicy, osady powstałej pod koniec XIV wieku. Pierwszą osobą, która przyjęła nazwisko Opaliński, był brat biskupa Andrzeja z Bnina, który przyczynił się do rozwoju miejscowości, Piotr. Zamieszkał on na zakupionym niedaleko zamku. Pod koniec XVI wieku powstała druga, sierakowska gałąź rodu.

## Znani członkowie rodu

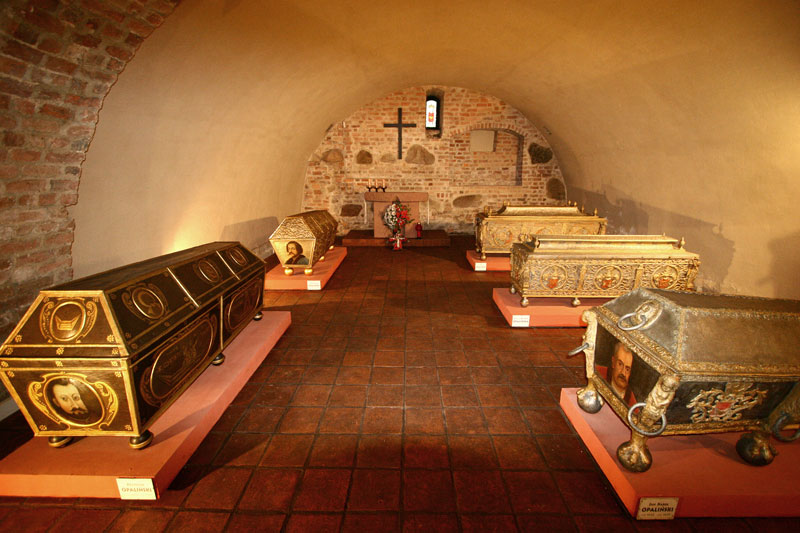
Krypta Opalińskich w Sierakowie

- Piotr z Bnina i Opalenicy (zm. 1466) – kasztelan santocki.
- Piotr Opaliński (ok. 1480–1551) – kasztelan gnieźnieński
- Sebastian Opaliński (1485–1538) – sekretarz królewski
- Piotr Opaliński (zm. 1506) – kasztelan lądzki.
- Andrzej Opaliński (1540–1593) – marszałek wielki koronny
- Jan Opaliński starszy (1564–1598) – kasztelan rogoziński
- Piotr Opaliński (1566–1600) – krajczy koronny
- Andrzej Opaliński (1575–1623) – biskup poznański
- Jan Opaliński (1581–1637) – wojewoda kaliski i poznański.
- Łukasz Opaliński (1581–1654) – marszałek wielki koronny 1634-1650, marszałek nadworny koronny od 1622, wojewoda rawski od 1653.
- Piotr Opaliński (1586–1624) – wojewoda poznański
- Jan Piotr Opaliński (1601–1655) – podkomorzy koronny
- Krzysztof Opaliński (zm. 1655) – poeta; od 1637 wojewoda poznański
- Elżbieta z Firlejów Opalińska (1609–1645) – żona marszałka Łukasz Opalińskiego
- Łukasz Opaliński (1612–1662) – marszałek nadworny koronny od 1650, poeta, pisarz polityczny, marszałek sejmu zwyczajnego w Warszawie w 1638
- Zofia Opalińska (1620–1675) – żona hetmana Stanisława Koniecpolskiego
- Jan Opaliński (1629–1684) – starosta generalny Wielkopolski, wojewoda brzesko-kujawski.
- Piotr Adam Opaliński (1636–1628) – podkomorzy poznański
- Kazimierz Jan z Bnina Opaliński (1639–1693) – biskup chełmiński
- Piotr Opaliński (1640–1691) – wojewoda łęczycki
- Stanisław Opaliński (1647–1704) – starosta guzowski
- Zofia Anna z Czarnkowskich Opalińska (1660–1701) – matka królowej Katarzyny Opalińskiej
- Jan Opaliński (zm. 1682) – cześnik koronny
- Jan Leopold Opaliński (1634–1672) – kasztelan nakielski
- Jan Karol Opaliński (1642–1695) – kasztelan poznański
- Katarzyna Opalińska (1680–1747) – żona Stanisława Leszczyńskiego, królowa Polski, księżna Lotaryngii i Baru
- Leon Wojciech Opaliński (1708–1775) – wojewoda sieradzki